# 1965年人種関係法
1965年人種関係法（1965ねんじんしゅかんけいほう、Race Relations Act 1965）は1965年に制定された人種差別を禁じるイギリスの法律。イギリス史において人種差別を対象とした最初の法律であり、公共の場での「肌の色、人種、民族または国籍を理由とする差別」を禁じた。
また、1966年に人種関係委員会（Race Relations Board）が設立されるきっかけとなった。この委員会は国務大臣が任命した委員長と2人の委員から構成される。この委員会の目的は同法に基づく請願の精査であった。
なお、独自議会（旧議会）があった北アイルランドには適用されなかった。また、商店や個人下宿屋も適用除外となっていた。

## 背景
第二次世界大戦後、イギリス本国には主として植民地や旧植民地から多くの経済移民が流入していた。特にカリブ海地域からの移民はウィンドラッシュ世代として知られる。移民の数はこの法案が成立するまでに約100万人に達していた。
ロンドン博物館は「多くの人々にとって人種的偏見は日常の一部であった」と解説している。
それまで人種差別防止を目的とした法案は左派の国会議員フェナー・ブロックウェイが、1956年から1964年にかけて8回提出していたが成立には至っていなかった。この間、ロンドンのノッティングヒル暴動（1958年）、ブリストルのバス・ボイコット事件（1963年）などの事件が起きていた。

## 法律の内容と例外事項
この法律はフランク・ソスキス内務大臣が主導し、超党派で立法された。
同法は1965年11月8日に女王裁可を受け、12月8日に施行された。肌の色、人種、民族または国籍を理由としてサービス提供の拒否、サービス提供の不当な遅延、過剰な料金請求を民事上の不法行為とした。また、人種的憎悪煽動罪という新たな犯罪を設けた。
この法律は公共の場所での差別のみを禁じ、商店や個人下宿屋は明確に除外されていた。人種関係委員会の権限は弱く、調停と差別行為の停止という保証に限定されていた。すなわち「弱い法律」であり、イギリスにおける人種差別を完全に終わらせるには至らなかった。また、独自議会（旧議会）があった北アイルランドには適用されなかった。

## 適用例
この法律に基づく最初の有罪判決は1967年10月にミドルセックス地区裁判所にて、国民社会主義党の17歳の党員に適用されたものである。また、イギリス国民社会主義運動のリーダーであったコリン・ジョーダンも同法に基づき起訴され、1967年に18ヶ月の禁固刑を受けた。
この法律は有色人種に対する差別のみに適用されたわけではなかった。
ブラック・パワーの指導者マイケル・アブドゥル・マリク（マイケルX）と国際黒人協会（Universal Coloured People's Association、UCPA）のメンバー4人を含む黒人移民は、白人に対する人種的憎悪を煽ったとし起訴されている。

## 改正
この法律は、1968年に雇用と住宅を対象範囲に含めるように改正・強化された（1968年人種関係法）。
その後、人種平等委員会が設立された1976年人種関係法によって廃止された。